# Journées nationales françaises
 (décembre 2012).
Si vous disposez d'ouvrages ou d'articles de référence ou si vous connaissez des sites web de qualité traitant du thème abordé ici, merci de compléter l'article en donnant les références utiles à sa vérifiabilité et en les liant à la section « Notes et références ».
Une journée nationale est un jour de l'année dédié à un thème particulier à un niveau national. Cet article ne concerne que la France. L'article Journée internationale traite des événements dont la portée dépasse les frontières françaises tandis qu'un autre est dédié aux fêtes et jours fériés en France (les fêtes civiles comme la fête des mères ne sont donc pas traitées ici).
Une journée nationale concerne une cause ou un problème d'intérêt national et a pour but d'attirer l'attention à son sujet. Certaines de ces dates, peuvent directement être décidées par le gouvernement ou l’État français. D'autres peuvent être des initiatives particulières soutenues ou non par celui-ci. Il n'y a en effet pas de réglementation sur le terme de journée nationale et n'importe qui peut proposer une journée nationale et assurer suffisamment de communication sur le sujet pour que le maximum de personnes en ait connaissance, certaines journées dites nationales comme la journée de la chips ou la journée du fromage n'ont donc de nationale que le nom et aucun rapport avec une politique nationale.
Figure, le cas échéant, l'événement que la journée nationale commémore, avec sa date.

## Janvier
- 13 janvier : journée nationale de l'hypersensibilité[2],[3]
- 19 janvier : journée nationale des hépatites
- 21 janvier : journée nationale des câlins
- 22 janvier : journée nationale de la chips[4],[5]
- 25 janvier : journée nationale contre le sexisme

## Février
- 5 février : journée nationale de prévention du suicide[4]

## Mars

### Non calendaire
- 2e semaine : semaine nationale de la lutte contre le cancer
- 2e jeudi du mois : journée nationale de l'audition[6]

### Calendaire
- 16 au 24 mars : journée nationale de la courtoisie au volant et de la sécurité routière[7]
- 11 mars : journée nationale d’hommage aux victimes du terrorisme[8] (depuis 2020)
- 19 mars :
  - journée nationale du sommeil[9],[4]
  - « journée nationale du souvenir et de recueillement à la mémoire des victimes civiles et militaires de la guerre d'Algérie et des combats en Tunisie et au Maroc » - loi française du 6 décembre 2012 en souvenir du 19 mars 1962 « jour anniversaire du cessez-le-feu en Algérie »[10]
- 20 mars : journée sans viande
- 21 mars : journée contre le racisme
- 23 mars : Journée nationale du Sport et du Handicap (JNSH) organisée par l'ANESTAPS[11]
- Fin mars :
  - journée nationale de l'innovation[12]
  - journée nationale du fromage organisée par l'association Fromages de terroir[13]

## Avril

### Non calendaire
- Dernier dimanche : journée nationale du souvenir de la déportation

### Calendaire
- 7 avril : commémoration annuelle du Génocide des Tutsis au Rwanda[14]
- 8 avril : 
  - journée nationale du fromage[4]
  - journée nationale des ambulanciers
- 10 avril : journée nationale du courtage en crédit[15],[16]
- 24 avril : journée nationale de commémoration du génocide arménien
- 30 avril 2023 (régulièrement dernier dimanche) : Journée nationale des véhicules d'époque, créée depuis 2017 par la FFVE

## Mai

### Non calendaire
- Premier dimanche : journée mondiale du Rire
- Deuxième dimanche : Fête nationale de Jeanne d'Arc et du patriotisme[14]
- Dernier mardi : journée Immeubles en fête[17]
- Dernier samedi : journée nationale contre la maladie de Lyme[18]

### Calendaire
- 1er mai : Fête du Travail
- 8 mai : commémoration du 8 mai 1945  capitulation de l' Allemagne à Berlin
- 10 mai : journée commémorative de l'abolition de l'esclavage en France métropolitaine[19] (adoption de la loi Taubira en 2001)
- 16 mai : journée nationale de l'autisme
- 17 mai : journée mondiale contre l'homophobie, la transphobie et la biphobie.
- 18 mai : journée nationale de la poubelle et des ordures
- 22 mai : 
  - journée commémorative de l'abolition de l'esclavage en Martinique
  - journée mondiale du monde gothique
- 23 mai : journée nationale en hommage aux victimes de l’esclavage colonial[20]
- 27 mai : 
  - journée nationale de la Résistance[21]
  - journée commémorative de l'abolition de l'esclavage en Guadeloupe[22] (adoption de la loi Taubira en 2001)
- 30 mai : journée nationale de prévention et de dépistage des cancers de la peau[23] [source insuffisante]

## Juin
- 6 juin : journée nationale des Réfractaires-Maquisards
- 8 juin : journée nationale d'hommage aux morts pour la France en Indochine[24]
- 14 juin : journée nationale en faveur du don de sang
- 14 et 15 juin : journées nationales de lutte contre les maladies orphelines
- 17 juin : hommage à Jean Moulin au Panthéon[25]
- 18 juin : journée nationale commémorative de l'appel historique du général de Gaulle à refuser la défaite et à poursuivre le combat contre l'ennemi[26] (appel du 18 Juin en 1940)
- 22 juin : journée nationale de réflexion sur le don d'organes et la greffe
- 28 juin : journée nationale des sapeurs-pompiers

## Juillet
- 14 juillet : fête nationale
- 16 juillet : journée nationale à la mémoire des victimes des crimes racistes et antisémites de l'État français et d'hommage aux « Justes » de France, initialement appelée journée nationale à la mémoire des victimes des persécutions racistes et antisémites commises sous l'autorité du « gouvernement de l'État français » (1940-1944) (célébrée le 1er dimanche qui le suit si le 16 juillet n'est pas un dimanche) (rafle du Vélodrome d'Hiver en 1942)

## Août

### Non calendaire
- Fin août : journées des oubliés des vacances (organisées par le Secours populaire)

### Calendaire
- 13 août : journée nationale des gauchers

## Septembre
- 8 septembre : journée nationale des chiens du silence
- 12 septembre : journée nationale contre la douleur
- 19 septembre : journée du transport public
- 23 septembre : journée nationale du refus de l'échec scolaire
- 24 septembre : journée nationale de l'engagement bénévole
- 25 septembre : 
  - journée nationale d'hommage aux Harkis et autres membres des formations supplétives[27]
  - journée nationale de la qualité de l'air

## Octobre
- 2 octobre : journée nationale des Sapeurs-Pompiers
- 6 octobre : journée nationale des aidants
- 7 octobre : Journée nationale des aveugles et malvoyants
- 13 octobre : journée nationale de la sécurité routière
- 14 octobre : journée nationale de la thyroïde
- 15 octobre : journée nationale des toxicomanes
- du 15 octobre au 17 octobre :  Les Journées nationales de l'architecture
- 16 octobre : journée nationale du dépistage de l'hépatite C
- 18 octobre : journée nationale de l'épilepsie
- 19 octobre : journée nationale de l'ingénieur[28]
- 21 octobre : journées nationales de la réparation[29] organisées autour du troisième samedi du mois d'octobre, pour la première fois en 2023

## Novembre
- 5 novembre : journée nationale de la lutte contre le harcèlement scolaire
- 11 novembre : commémoration de l'armistice de 1918
- 18 novembre : 
  - journée nationale de la trisomie 21
  - journée nationale des dons de vie
- 20 novembre : journée nationale des droits de l'enfant[30] (adoption par l'ONU de la Convention internationale des droits de l'enfant en 1989)
- 21 novembre : journée nationale contre l'herpès

## Décembre

### Non calendaire
- 1er week-end : 30h d'aide à la recherche contre la myopathie (Téléthon)

### Calendaire
- 3 décembre : journée nationale du handicap
- 4 décembre : journée nationale et internationale des banques[31]
- 5 décembre : journée nationale d'hommage aux morts pour la France pendant la guerre d'Algérie et les combats du Maroc et de la Tunisie[32] (inauguration du Mémorial national de la guerre d'Algérie et des combats du Maroc et de la Tunisie en 2002[33])

- 9 décembre : journée nationale de la laicité.
- 20 décembre : journée commémorative de l'abolition de l'esclavage[34] à La Réunion que l'on appelle Fête réunionnaise de la liberté ou fête cafre.

## Propositions
- 17 mars : Journée nationale d'hommage aux soignants et aux victimes de la Covid-19.